# Daihōshinden
Daihōshinden (大封神伝) est un jeu vidéo de rôle sorti en 1995 sur Mega-CD. Le jeu a été développé par Flashback et édité par Victor Interactive Software.